# جورج ونايت (لاعب كرة قاعدة)
جورج ونايت (بالإنجليزية: George Knight) هو لاعب كرة قاعدة أمريكي، ولد في 24 نوفمبر 1855 في لايكفيل ‏ في الولايات المتحدة، وتوفي في 4 أكتوبر 1912 في Salisbury, Connecticut ‏ في الولايات المتحدة.

## وصلات خارجية
- جورج ونايت على موقعبيزبول رفرنس.كوم (الدوري الرئيسي) (الإنجليزية)